# Sassia midwayensis
Sassia midwayensis is een slakkensoort uit de familie van de Cymatiidae. De wetenschappelijke naam van de soort werd voor het eerst geldig gepubliceerd in 1968 door Habe en Okutani als Fusitriton midwayensis.